# Indra Lal Roy
Indra Lal Roy, indijski letalski as, vojaški pilot, * 2. december 1898, † 22. julij 1918.
Lal Roy je edini indijski letalski as prve svetovne vojne.

## Napredovanja
- poročnik (Second Lieutenant) - 5. julij 1917

## Odlikovanja
- Distinguished Flying Cross (DFC) - september 1918 (posmrtno)